# نانکه (فوجیوارا)
فوجیوارا نانکه یا خاندان فوجیوارای جنوبی (به ژاپنی: 藤原南家, Fujiwara Nanke)، شاخه ای از خاندان فوجیوارا بود که توسط فوجیوارا نو موچیمارو تأسیس شد. موچیمارو سه برادر داشت: فوجیوارا نوساساکی، فوجیوارا نو مارو و فوجیوارا نو اوماکای. این چهار برادر به ایجاد «چهار خاندان» فوجیوارا معروف هستند.
نام نانکه ("خانه جنوبی") از این واقعیت ناشی می شود که عمارت موچیمارو در جنوب عمارت برادر کوچکترش قرار داشت.